# Autoinflammation
Autoinflammation ist eine durch das angeborene Immunsystem vermittelte Entzündungsreaktion, die scheinbar von selbst auftritt. Der Begriff Autoinflammation wurde erstmals Ende der 1990er-Jahre in Bezug auf das TRAPS-Syndrom vorgeschlagen, eines periodischen Fiebersyndroms. Die Gruppe dieser Fiebersyndrome sind die Hauptvertreter autoinflammatorischer Erkrankungen. Weitere Erkrankungen mit autoinflammatorischen Aspekten sind SJIA (Morbus Still), aber auch Erkrankungen wie Gicht oder Diabetes mellitus Typ II werden mittlerweile diskutiert.

## Mechanismus
Im Unterschied zu klassischen Autoimmunerkrankungen kommt es nicht zu spezifischen Autoantikörpern oder antigenspezifischen T-Lymphozyten, sondern zu einer Überaktivität von Zellen des natürlichen Immunsystems. Diese werden durch lokale gewebsspezifische Faktoren aktiviert und lösen eine Gewebsschädigung aus. Eine wesentliche Rolle in der Pathophysiologie der Autoinflammation spielt die Inflammasomreaktion.